# 刘翠霞
刘翠霞（1910年—1941年），女，直隶武清人，中国评剧演员，评剧刘派创始人，工旦角。